# Енон
Енон (фр. Esnon) насеље је и општина у источном делу централне Француске у региону Бургоња, у департману Јон која припада префектури Осер.
По подацима из 2011. године у општини је живело 402 становника, а густина насељености је износила 33,36 становника/km². Општина се простире на површини од 12,05 km². Налази се на средњој надморској висини од 91 метар (максималној 247 m, а минималној 84 m).

## Демографија
| 1962. | 1968. | 1975. | 1982. | 1990. | 1999. | 2011. |
| ----- | ----- | ----- | ----- | ----- | ----- | ----- |
| 184   | 227   | 241   | 268   | 360   | 338   | 402   |

График промене броја становника у току последњих година